# Klaus Kopp
Klaus Kopp (Frankenthal, 22 giugno 1950) è un ex bobbista tedesco.

## Biografia
Viene ricordato come vincitore di una medaglia d'argento nella sua disciplina, vittoria avvenuta ai campionati mondiali del 1983 (edizione tenutasi a Lake Placid, Stati Uniti d'America) insieme ai suoi connazionali Gerhard Oechsle, Günther Neuberger e Hajo Schuhmacher
Nell'edizione l'oro andò alla nazionale svizzera, il bronzo all'altra nazionale tedesca. Partecipò alle olimpiadi invernali del 1984.